# Sylwan z Atosu

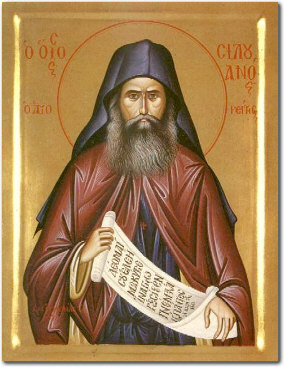
Ikona św. Sylwana

Sylwan, imię świeckie Siemion Iwanowicz Antonow (ur. w 1866 w Szowskim, zm. 24 września 1938 na górze Athos) – duchowny prawosławny, mnich z góry Athos pochodzenia rosyjskiego, autor pouczeń moralnych i nauk o modlitwie. W 1987 kanonizowany.

## Życiorys

### Młodość
Siemion Antonow urodził się w rodzinie chłopskiej w 1866 we wsi Szowskoje w guberni tambowskiej. Od najmłodszych lat był wychowywany w duchu religijnym. W wieku dziewiętnastu lat poprosił ojca o zgodę na wstąpienie do Ławry Peczerskiej, jednak ten nakazał mu najpierw odbyć służbę wojskową. W związku z tym po kilku miesiącach Siemion porzucił swoje zamiary. Jak sam wspominał, myśl o wstąpieniu do klasztoru ponownie pojawiła się w jego życiu po widzeniu Matki Bożej. Odbył służbę wojskową w batalionie saperów Lejbgwardii w Petersburgu, po czym wrócił na krótko do rodzinnego domu, następnie zaś wyjechał na Athos.

### Życie monastyczne

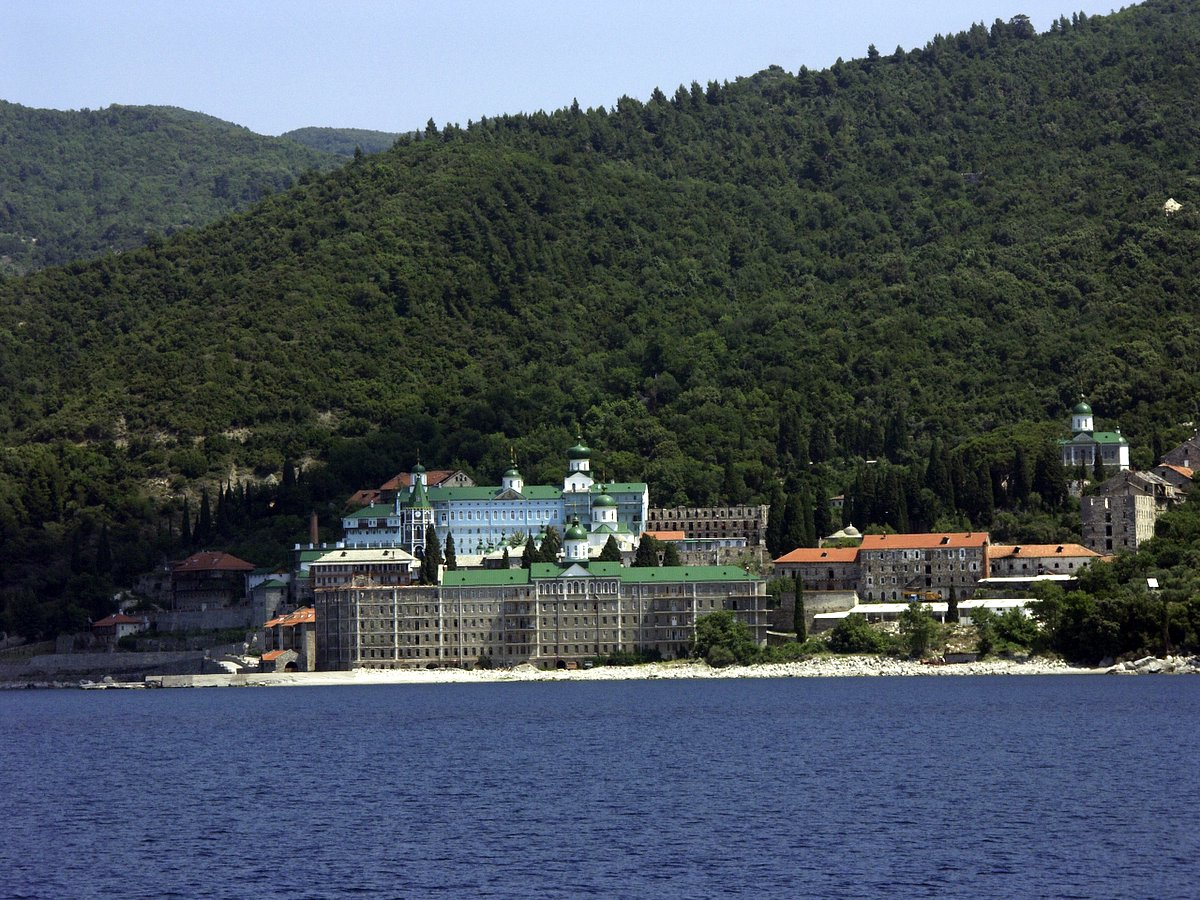
Monaster św. Pantelejmona na Athosie, z którym związany był schimnich Sylwan

Siemion Antonow przybył na Athos jesienią 1892 i zgłosił się jako posłusznik do monasteru św. Pantelejmona. Jako nowicjusz przebywał w metochionie kalamarejskim, posiadłości mnichów athoskich położonej poza granicami samego półwyspu. Pracował tam we młynie. Według literatury hagiograficznej jeszcze jako posłusznik był kuszony przez demony i doświadczał widzeń Chrystusa.
W 1896 złożył wieczyste śluby zakonne, przyjmują imię mnisze Sylwan. W monasterze nadal zajmował się pracą fizyczną, ponadto studiował teksty ojców pustyni. Całe życie mnisze spędził w monasterze cenobitycznym, nigdy nie ubiegając się o możliwość osiedlenia się w pustelni. Literatura hagiograficzna przypisuje mu dar nieustannej modlitwy oraz podkreśla prowadzony ascetyczny tryb życia, równocześnie stwierdzając, iż przez wiele lat walczył z pokusami pychy i próżności.
W 1911 złożył śluby wielkiej schimy, zachowując dotychczasowe imię. Zmarł w monasterze św. Pantelejmona w wieku 72 lat.

## Nauki Sylwana z Atosu
Schimnich Sylwan za życia zyskał opinię świętego starca. Nie posiadał stałych uczniów duchowych, udzielał jednak rad i pouczeń duchowych wielu zwracającym się o nie osobom.
Szereg pism i pouczeń ustnych mnicha dotyczył modlitwy, którą nazywał najważniejszą sztuką i dążeniem ludzkim. Sylwan twierdził, iż nieustanna modlitwa mnichów ratuje świat przed zniszczeniem.
Duchowny nauczał również, iż we wszystkim wierny powinien poszukiwać oświecenia pochodzącego od Boga, każde wydarzenie rozważać w kontekście jego woli oraz możliwości jej realizacji. Próby zrozumienia woli Boga pozwalają zarazem człowiekowi włączyć się w jego wieczne życie. Jedną z możliwości poznania woli bożej jest realizacja przykazań bożych oraz ogólniej wskazań zawartych w Piśmie Świętym. Jednak ogólna znajomość przykazań może nie wystarczyć człowiekowi, który w życiu styka się z najrozmaitszymi sytuacjami i dylematami. W sytuacji tej najbardziej pożądanym rozwiązaniem jest porzucenie całej swojej wiedzy, myśli i dążeń, by poznać głos Boga i móc realizować jego wskazani. Większość ludzi nie jest jednak w stanie tego uczynić – tym Sylwan proponował wejście w stałą relację z mnichem-starcem i absolutne posłuszeństwo jego wskazówkom. Wiele pouczeń Sylwan poświęcił relacjom starca z pozostającymi pod jego opieką osobami, podkreślając znaczenie posłuszeństwa z ich strony. Tylko ono miało pozwalać starcowi na uzyskanie łaski bożej i wskazanie najsłuszniejszych rozwiązań dla danej osoby.
Sylwan z Atosu nakazywał miłowanie wszystkich stworzeń – także szacunek dla roślin i zwierząt, nieniszczenie ani niezabijanie ich bez potrzeby.

## Kanonizacja i upamiętnienie
Sylwan z Atosu został kanonizowany przez Święty Sobór Patriarchatu Konstantynopolitańskiego 26 listopada 1987. Dniem jego wspomnienia jest 11/24 września.